# Willem II in het seizoen 1962/63
Het seizoen 1962/1963 was het negende jaar in het bestaan van de Tilburgse betaaldvoetbalclub Willem II. De club kwam uit in de Nederlandse Eredivisie en eindigde daarin op de 15e plaats, dit betekende de rechtstreekse degradatie naar de Eerste divisie. Tevens deed de club mee aan het toernooi om de KNVB Beker, deze werd als winnaar afgesloten door ADO in de finale met 3–0 te verslaan.

## Wedstrijdstatistieken

### Eredivisie
|       | ADO   | Ajax  | Blauw-Wit | DOS   | Sportclub Enschede | Feijenoord | Fortuna '54 | GVAV  | Heracles | MVV   | NAC   | PSV   | Sparta | Volendam | De Volewijckers |
| ----- | ----- | ----- | --------- | ----- | ------------------ | ---------- | ----------- | ----- | -------- | ----- | ----- | ----- | ------ | -------- | --------------- |
| Thuis | 2 – 2 | 2 – 3 | 1 – 2     | 1 – 3 | 2 – 3              | 1 – 1      | 2 – 3       | 3 – 0 | 1 – 0    | 4 – 2 | 2 – 3 | 0 – 2 | 1 – 1  | 2 – 4    | 3 – 1           |
| Uit   | 1 – 1 | 7 – 0 | 2 – 3     | 0 – 0 | 5 – 2              | 3 – 2      | 1 – 4       | 2 – 0 | 3 – 3    | 4 – 1 | 2 – 2 | 5 – 2 | 2 – 1  | 1 – 1    | 0 – 4           |

### KNVB beker
| 3e ronde                                           | Willem II                                      | 5 – 0 (2 – 0)                      | RCH                                              |
| 8 mei 1963 Plaats: Tilburg Gemeentelijk Sportpark  | Willy Senders –', –', –' Coy Koopal Kees Aarts |                                    |                                                  |
| 4e ronde                                           | Willem II                                      | 1 – 0 Na verlenging                | Ajax                                             |
| 16 mei 1963 Plaats: Tilburg Gemeentelijk Sportpark | Coy Koopal 95'                                 |                                    |                                                  |
| Kwartfinale                                        | MVV                                            | 0 – 0 Na strafschoppen             | Willem II                                        |
| 29 mei 1963 Plaats: Maastricht De Geusselt         |                                                |                                    |                                                  |
| Halve finale                                       | Alkmaar '54                                    | 1 – 2 (1 – 0, 1 – 1) Na verlenging | Willem II                                        |
| 19 juni 1963 Plaats: Alkmaar Alkmaarderhout        | Tibor Lőrincz 17'                              |                                    | 60' Willy Senders 96' Jan Boor                   |
| Finale                                             | ADO                                            | 0 – 3 (0 – 1)                      | Willem II                                        |
| 23 juni 1963 Plaats: Den Haag Zuiderparkstadion    |                                                |                                    | 36' Frits Louer 46' Kees Aarts 81' Willy Senders |

## Statistieken Willem II 1962/1963

### Eindstand Willem II in de Nederlandse Eredivisie 1962 / 1963
| Stand | Gespeeld | Gewonnen | Gelijk | Verloren | Punten | Doelpunten voor | Doelpunten tegen |
| ----- | -------- | -------- | ------ | -------- | ------ | --------------- | ---------------- |
| 15e   | 30       | 7        | 8      | 15       | 22     | 53              | 68               |

### Topscorers
| #                 | Naam             | Goal |
| ----------------- | ---------------- | ---- |
| 1.                | Coy Koopal       | 11   |
| 1.                | Piet Timmermans  | 11   |
| 3.                | Willy Senders    | 8    |
| 4.                | Kees Aarts       | 7    |
| 5.                | Nico van Elderen | 5    |
| 6.                | Gerrit de Wit    | 4    |
| 7.                | Gábor Keresztes  | 2    |
| 8.                | Jan Boor         | 1    |
| 8.                | Frits Louer      | 1    |
| 8.                | Rob Uytermerk    | 1    |
| 8.                | Jo Walhout       | 1    |
| Onbekend doelpunt |                  |      |
| –                 | Onbekend         | 1    |
| Totaal            | Totaal           | 53   |

| #      | Naam          | Goal |
| ------ | ------------- | ---- |
| 1.     | Willy Senders | 5    |
| 2.     | Kees Aarts    | 2    |
| 2.     | Coy Koopal    | 2    |
| 4.     | Jan Boor      | 1    |
| 4.     | Frits Louer   | 1    |
| Totaal | Totaal        | 11   |